# Trégastel
Trégastel (tiếng Breton: Tregastell) là một xã của tỉnh Côtes-d'Armor, thuộc vùng Bretagne, tây bắc Pháp.

## Dân số
Người dân ở Trégastel được gọi là Trégastellois.